# مات سيرفاتتو
مات سيرفاتتو (بالإنجليزية: Matt Servitto)‏ هو ممثل أمريكي، ولد في 7 أبريل 1965 في الولايات المتحدة.

## أعمال

### أفلام
- (1998) الحصار[4]
- (2005) هيتش[5]
- (2006) فرو

### مسلسلات
- بانشي
- ذا غود وايف

آل سوبرانو

## وصلات خارجية
- مات سيرفاتتو على موقع IMDb (الإنجليزية)
- مات سيرفاتتو على موقع ألو سيني (الفرنسية)
- مات سيرفاتتو على موقع أول موفي (الإنجليزية)
- مات سيرفاتتو على موقع قاعدة بيانات الأفلام السويدية (السويدية)
- مات سيرفاتتو على موقع قاعدة بيانات الفيلم (الإنجليزية)
- مات سيرفاتتو على موقع كينوبويسك (الروسية)